# Paint Pastel Princess
Paint Pastel Princess és una cançó de Silverchair llançada com a senzill promocional del seu tercer àlbum, Neon Ballroom l'any 1999. Tal com va passar amb el senzill "Findaway", només es va posar a disposició dels membres del club de fans del grup, LAS. També s'hi va incloure una versió acústica de l'anterior senzill "Ana's Song (Open Fire)", diferent de la versió acústica que es va incloure en el mateix simple. El títol original de la cançó era All the same to me però es va substituir abans del llançament de l'àlbum.

## Llista de cançons
Promo CD AUS (SAMP2174)
1. "Paint Pastel Princess"
2. "Ana's Song (Open Fire) (Acoustic remix)"